# قربانی میراندا
قربانی میراندا (انگلیسی: Miranda's Victim) یک فیلم درام، جنایی و زندگی‌نامه‌ای آمریکایی محصول سال ۲۰۲۳ به کارگردانی میشل دانر با بازی ابیگیل برسلین، لوک ویلسون، کایل مک‌لاکلن، رایان فیلیپ، میری انوس، امیلی ونکمپ، اندی گارسیا و دونالد ساترلند است.
این فیلم بر اساس زندگی پاتریشیا «تریش» ویر است که در سال ۱۹۶۳ توسط ارنستو میراندا ربوده و مورد تجاوز قرار گرفت. این فیلم همچنین منشأ حقوق میراندا را نشان می‌دهد.

## داستان
در سال ۱۹۶۳، پاتریشیا ویر هجده ساله ربوده شد و به طرز وحشیانه‌ای مورد تجاوز قرار گرفت. پاتریشا ویر که متعهد به زندانی کردن مهاجم خود، ارنستو میراندا است، توسط سیستم حقوقی آمریکا ویران می‌شود، زیرا او قانونی را ایجاد می‌کند که کشور را متحول می‌کند.

## تولید
فیلمبرداری در نیوجرسی در ژوئن ۲۰۲۲ آغاز شد.

## انتشار
اولین نمایش جهانی فیلم قربانی میراندا در جشنواره بین‌المللی سنتا باربارا در روز چهارشنبه ۸ فوریه ۲۰۲۳ در سالن تئاتر آرلینگتون در سانتا باربارا، کالیفرنیا انجام شد. این فیلم قرار است توسط ورتیکال انترتینمنت در ۶ اکتبر ۲۰۲۳ منتشر شود.

## بازخوردها
منقدان نقد مثبتی به فیلم دادن و گفته شده: "این فیلم ممکن است از نظر اندازه کوچک به نظر برسد، اما در دستاوردهایش عظیم است. با یک برسلین خیره کننده در نقش اول و یک فیلم دلخراش و واقعی. -داستان زندگی که همه باید بشنوند، هر جشنواره فیلمی باید آخرین فیلم دانر را در برنامه خود داشته باشد.
دونالد لیبنسون از راجرابرت.کام بازی بازیگران را تحسین کرد و بازیگران را "به طور ناآگاهانه عالی" توصیف کرد.